# كييل هانسن
كييل هانسن (بالنرويجية البوكمول: Kjell Hanssen)‏ هو محرر وسياسي نرويجي، ولد في 30 أبريل 1932، وتوفي في 25 ديسمبر 2014. حزبياً، نشط في حزب المحافظين. وقد انتخب نائب عضو برلمان النرويج ‏ وانتخب وزير دولة ‏.